# SN 2012bd
SN 2012bd – supernowa typu II P pec, odkryta 14 marca 2012 roku w galaktyce A163105+6155. W momencie odkrycia, miała maksymalną jasność 18,1m.